# Skepticon

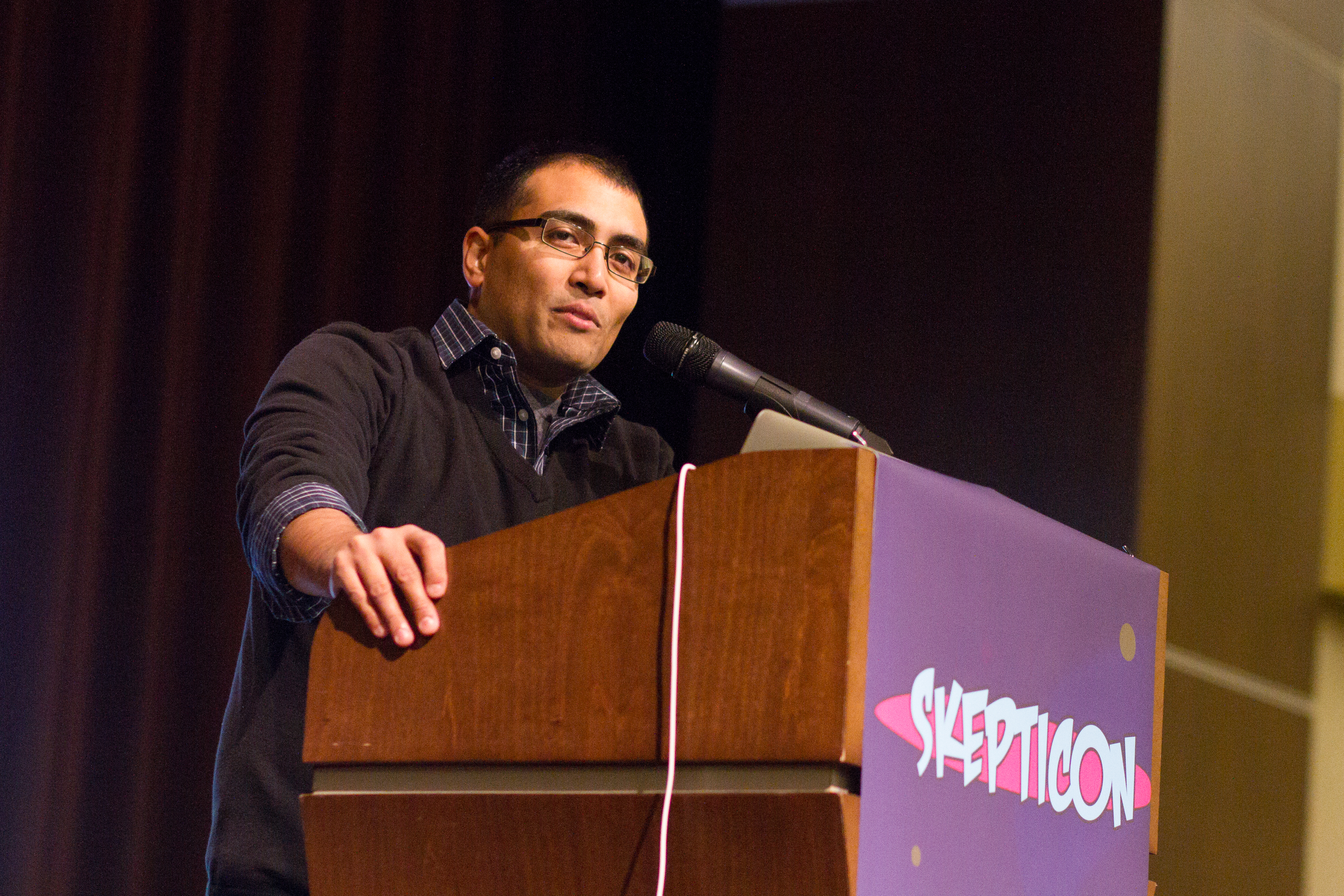
Hemant Mehta au Skepticon 7 de 2014.

Skepticon est l'une des plus grandes conventions sceptiques et laïques tenues aux États-Unis. La convention a été co-fondé par Lauren Lane et JT Eberhard, étudiants de l'Université d'État du Missouri. Les conférenciers invités discutent du scepticisme, de la science, de l'éducation, de l'activisme et d'autres sujets connexes. Cet événement gratuit est parrainé, entre autres, par l'American Atheists et l'American Humanist Association.

## Histoire
La conférence Skepticon est née d'une conférence organisée par un groupe d'étudiants sur le campus de l'Université d'État du Missouri. Les étudiants avaient invité deux conférenciers non-croyants, PZ Myers et Richard Carrier, à venir sur le campus pour parler de façon critique de la croyance en Dieu. L'événement était particulièrement controversé parce que Springfield, au Missouri, abrite le siège national des Assemblies of God et les campus de plusieurs universités religieuses, dont l'Evangel University (en).
Dans les années qui ont suivi, la conférence a attiré d'autres conférenciers prêts à réduire ou à renoncer à leurs frais de participation afin de garder la conférence gratuite pour les participants. Des donateurs aident à couvrir les frais de déplacement des conférenciers et des locaux réservés pour l'événement.
En juillet 2010, Skepticon a reçu le prix Best On Campus Event (traduction littérale, Meilleur événement sur le campus) décerné par le Center for Inquiry.
Peu avant Skepticon III en novembre 2010, des critiques ont remis en question le nom de la convention, suggérant qu'elle se concentrait davantage sur l'athéisme que sur le scepticisme,.
Skepticon IV (2011) comportait une visite d'un musée créationniste voisin, deux journées complètes de conférences sur des sujets scientifiques et une présentation de Sam Singleton. Le propriétaire d'un magasin local de gelato s'est offusqué de la présentation de Singleton et a placé une affiche dans la vitrine de son magasin disant « Skepticon n'est PAS le bienvenu dans mon entreprise chrétienne ». Les réactions sur Internet qui en ont résulté ont eu un impact négatif sur l'évaluation du magasin sur certains sites Web de satisfaction des consommateurs Trois jours plus tard, le propriétaire du magasin a publié des excuses sur le site Web Reddit. L'inquiétude quant savoir si le message du propriétaire du gelato violait le Civil Rights Act de 1964] a valu à l'incident le surnom de gelato-gate.
En 2016, Skepticon a interdit Richard Carrier pour ce que l'organisatrice Lauren Lane a décrit comme un « comportement repoussant constamment les limites ». Plus tard la même année, Carrier a poursuivi Skepticon et Lane pour diffamation, ingérence intentionnelle dans les relations contractuelles (en) et détresse psychologique].

## Débat sur l'athéisme et le christianisme
Skepticon 2009 a présenté un débat entre experts chrétiens et athées sur la question Dieu existe-t-il ? Les participants comprenaient Richard Carrier, Victor Stenger et JT Eberhard pour la perspective non-croyante et les professeurs Charlie Self, Zachary Manis et Greg Ojakangas pour la position chrétienne.

## Débat sur la confrontation et l'accommodement
Skepticon III (2010) a exploré les mérites de la confrontation et de l'accommodement et a présenté un débat entre James Randi, PZ Myers, Richard Carrier et Amanda Marcotte.

## Dates, endroits et conférenciers
| Dates               | Endroit                          | Participants | Conférenciers | Organisateurs | Notes |
| ------------------- | -------------------------------- | ------------ | --- | --- | --- |
| 11 octobre 2008     | Université d'État du Missouri    | 250          | Richard Carrier, PZ Myers | JT Eberhard, Lauren Lane | Intitulé Skeptics |
| 20-22 novembre 2009 | Université d'État du Missouri    | 400          | Dan Barker, Richard Carrier, D.J. Grothe, PZ Myers, Joe Nickell, Robert M. Price, Victor Stenger, Rebecca Watson | JT Eberhard, Lauren Lane | Présenté comme Skepticon II |
| 19-21 novembre 2010 | Springfield Expo Center          | 1000         | Dan Barker, Richard Carrier, Greta Christina, JT Eberhard, David Fitzgerald, D.J. Grothe, Amanda Marcotte, PZ Myers, Joe Nickell, James Randi, Sam Singleton Atheist Evangelist, Victor Stenger, Rebecca Watson | JT Eberhard, Lauren Lane | Confrontation versus accommadation |
| 18-20 novembre 2011 | Gillioz Theatre                  | 1100         | Dan Barker, Richard Carrier, Greta Christina, JT Eberhard, David Fitzgerald, Julia Galef, Spencer Greenberg, Jen McCreight (en), Hemant Mehta (en), PZ Myers, Joe Nickell, Darrel Ray, Dave Silverman (en), Sam Singleton Atheist Evangelist, Rebecca Watson, Eliezer Yudkowsky                                                                   | Katie Hartman, Jeffrey Markus, Lauren Lane, Susi Bocks | |
| 9-11 novembre 2012  | Springfield Expo Center          | 1500         | Jessica Ahlquist (en), Richard Carrier, Sean Carroll, Greta Christina, James Croft, Matt Dillahunty, JT Eberhard, Phil Ferguson, David Fitzgerald, Julia Galef, George Hrab (en), Deborah Hyde (en), Keith Jensen, Amanda Knief, Teresa MacBain (en), Hemant Mehta, PZ Myers, Jennifer Ouellette (en), Tony Pinn (en), Darrel Ray, Rebecca Watson | Jeffrey Markus (Executive Director), Katie Hartman (Fundraising Director), Lauren Lane (Chief Brand Officer), Micah Weiss (Program Director), Izzy Burke (Volunteer Relations), Floyd Zamarripa (Marketing Director) | Un festival de films a été ajouté |
| 15-17 novembre 2013 | Springfield Expo Center          | N/A          | Seth Andrews, Richard Carrier, Greta Christina, John Corvino, Heina Dadabhoy, JT Eberhard, David Fitzgerald, Debbie Goddard (en), Rebecca Hensler (en), Amanda Knief, Keith Lowell-Jensen, Amanda Marcotte, Monica R. Miller, PZ Myers, Aron Ra, Shelley Segal, David Tamayo, Rebecca Watson                                                      | Jeffrey Markus, Lauren Lane, Micah Weiss, Floyd Zamarripa | |
| 21-23 novembre 2014 | Oasis Con. Center                | N/A          | Daniel Biar, Ben Blanchard, Melanie Brewster, Greta Christina, Scott Clifton, Heina Dadahboy, Amy David Roth, Matt Dillahunty, JT Eberhard, David Gorski, Nicole Gugliucci, Peggy Mason, Hemant Mehta, PZ Myers, Cara Santa Maria (en), Sheree Thomas, Kayley Whalen                                                                              | Rebekah (finance), Blythe, Bart (website designer), Micah, Lauren Lane (co-founder), Rob Lehr (official videographer), Jeffrey Markus, Floyd Zamarripa                                                               | Commanditaires : American Atheists, American Humanist Association (AMA), Atheist Alliance International (AAI), Atheists on Air, Foundation Beyond Belief (FBB), Kansas City Atheist Coalition (KCAC), Polaris Financial Planning, Secular Woman |
| 13–15 novembre 2015 | Oasis Con. Center                | N/A          | Bo Bennett, Jamie DeWolf (en), Fallon Fox, Mary Anne Franks (en), Sikivu Hutchinson, Nathanael Johnson, Sam Kean, Hiba Krisht, Niki Massey (en), Destin Sandlin, Kavin Senapathy, Muhammad Syed, Justin Vollmar, Stephanie Zvan | | |
| 11-13 novembre 2016 | Oasis Con. Center                | N/A          | Greta Christina, Bria Crutchfield, Heina Dadabhoy, Jerry DeWitt (en), Victor Harris, Rebecca Hensler, Joshua Hyde, Alix Jules, Margee Kerr, Jennifer Raff, Nola Olsen, Lauren Lane, Josiah Mannion, Benny Vimes, Rebecca Watson, Stephanie Zvan                                                                                                   | | |
| 10-12 novembre 2017 | Oasis Con. Center                | N/A          | Ross Blotcher, Nikki Jane, Randall Jenson, Leighann Lord (en), Mika McKinnon (en), Samantha Montano, Laura Thomas, Mandisa Thomas (en), Jessica Xiao | | |
| 9-11 août 2019      | City Center Hotel, St. Louis, MO | N/A          | À venir. | | |
| Date                | Endroit                          | Participants | Conférenciers | Organizateurs | Notes |